# Suikoden II
Suikoden II (幻想水滸伝II Gensō Suikoden Tsū?) (escucha)ⓘ es un videojuego de rol desarrollado y publicado por Konami para la videoconsola PlayStation que es la segunda entrega de la serie de videojuegos Suikoden. Fue lanzado a finales de 1998 en Japón, en 1999 en Norteamérica y en el año 2000 en Europa. También se lanzó para Microsoft Windows en 2003 solo en China. El juego presenta una amplia colección de personajes, con más de 100 usables en combate y muchos más que hacen avanzar la trama.

Suikoden II tiene lugar años después de los sucesos del Suikoden original, y se centra en la invasión por el reino de Highland de las ciudades estado de Jowston. El jugador controla un protagonista silencioso cuyo nombre puede elegir, si bien su nombre en la novelización japonesa y la adaptación a drama CD es Riou y en la adaptación al manga es Tao. Él es el hijo adoptivo de Genkaku, un héroe que salvó la ciudad-estado de Jowston en una guerra contra Highlands años atrás. El protagonista y su mejor amigo, Jowy Atreides, obtienen sendas mitades de la Runa del comienzo, una de las 27 Runas verdaderas del universo Suikoden, y se ven atrapados en las intrigas de la invasión y el destino oscuro de aquellos que portan las mitades de esa runa.